# Egestria toeniata
Egestria toeniata es una especie de coleóptero de la familia Anthicidae.

## Distribución geográfica
Habita en (Australia).